# ワンダーボーイV モンスターワールドIII
『ワンダーボーイV モンスターワールドIII』 (WONDERBOY V Monster World III) は、1991年10月25日に日本セガから発売されたメガドライブ用アクションロールプレイングゲーム。

## 概要
同社の『モンスターワールドシリーズ』の第3作目。勇者の子孫である主人公の「シオン」を操作し、モンスターワールドを救出することを目的としている。『スーパーワンダーボーイ モンスターワールド』（1988年）より後の世界を舞台としており、過去作の登場人物の子孫やモンスターが再登場する。主人公は剣のほかにマジックアイテムを用いて魔法が使用できる。
開発はウエストンが行い、ディレクターは後にエニックスのスーパーファミコン用ソフト『ダークハーフ』（1996年）を手掛けた平田豊およびセガサターン用ソフト『闘神伝S』（1995年）を手掛けた清水芳久が担当しているほか、前作『モンスターワールドII ドラゴンの罠』（1989年）から引き継いだスタッフとしてプログラムは栗原孝典、音楽は坂本慎一が担当している。
1994年には続編に当たるメガドライブ用ソフト『モンスターワールドIV』が発売された。

## 移植版
1993年に欧州にてセガ・マスターシステムに移植されたほか、1994年にはPCエンジンSUPER CD-ROM²用ソフト『超英雄伝説ダイナスティックヒーロー』としてキャラクターや世界観を変更する形で移植された。メガドライブ版は2007年にWii用ソフトとしてバーチャルコンソールにて配信されたほか、2012年にはPlayStation 3およびPlayStation Portable用ソフトとしてゲームアーカイブスにて配信された。PCエンジン版は2007年にWii用ソフトとしてバーチャルコンソールにて配信された。
PCエンジン版は移植の際に登場キャラクターや世界観が変更されているが、ゲームシステムは変更されていないことから、本項ではオリジナル版の移植作と見なして記載する。
| No. | タイトル | 発売日                                     | 対応機種                                                                                  | 開発元             | 発売元       | メディア                                                         | 型式                                           | 備考                                                                |
| --- | --- | ------------------------------------------ | ----------------------------------------------------------------------------------------- | ------------------ | ------------ | ---------------------------------------------------------------- | ---------------------------------------------- | ------------------------------------------------------------------- |
| 1   | Wonder Boy in Monster World                                                                                    | 1993年                                     | セガ・マスターシステム                                                                    | シマダ企画         | セガ         | 4メガビットロムカセット                                          | 9012                                           |                                                                     |
| 2   | 超英雄伝説ダイナスティックヒーロー The Dynastic Hero                                                           | 1994年5月20日 1993年                       | PCエンジン SUPER CD-ROM²                                                                  | アルファ・システム | ハドソン     | CD-ROM                                                           | HCD4032 TGXCD1053                              |                                                                     |
| 3   | セガエイジス2500シリーズ Vol.29 モンスターワールド コンプリートコレクション                                    | 2007年3月8日                               | PlayStation 2                                                                             | セガ               | セガ         | CD-ROM                                                           | SLPM-62760                                     | メガドライブ版、 セガ・マスターシステムの移植                       |
| 4   | ワンダーボーイV モンスターワールドIII Wonder Boy in Monster World                                              | 2007年3月27日 2007年4月23日 2007年5月4日   | Wii                                                                                       | ウエストン         | セガ         | ダウンロード （バーチャルコンソール）                            | MAVJ MAVE MAVP                                 | メガドライブ版の移植 2019年1月31日配信・販売終了                    |
| 5   | 超英雄伝説ダイナスティックヒーロー The Dynastic Hero                                                           | 2007年11月6日 2007年11月30日 2007年12月3日 | Wii                                                                                       | アルファ・システム | ハドソン     | ダウンロード （バーチャルコンソール）                            | QAFJ QAFE                                      | PCエンジン版の移植 現在は配信・販売終了                             |
| 6   | Wonder Boy in Monster World                                                                                    | 2012年5月2日                               | Windows                                                                                   | ウエストン         | セガ         | ダウンロード (Steam)                                             | 211209                                         | メガドライブ版の移植                                                |
| 7   | Wonder Boy in Monster World SEGA AGES ONLINE ワンダーボーイV モンスターワールドIII Wonder Boy in Monster World | 2012年5月22日 2012年5月23日                | PlayStation 3 PlayStation Portable (PlayStation Network) Xbox Xbox 360 (Xbox Live Arcade) | M2                 | セガ         | ダウンロード                                                     | PSN: NPUB-30327 NPJB-00091 NPEB-00411          | メガドライブ版の移植                                                |
| 8   | Sega Genesis Classics                                                                                          | 2018年5月29日                              | Linux macOS PlayStation 4 Xbox One                                                        | d3t セガ           | セガ         | ダウンロード (Steam、PlayStation Store、 Microsoft Store) BD-ROM | PS4: CUSA-10828 CUSA-09771 XBO: INL-SE10663080 | メガドライブ版の移植                                                |
| 9   | Wonder Boy in Monster World 神奇男孩V 怪物世界III                                                              | INT 2019年9月19日                          | メガドライブ ミニ                                                                         | M2                 | セガゲームス | プリインストール                                                 | -                                              | 本体にプリインストールされた 42作品の1つとして収録 日本版には未収録 |
| 10  | ワンダーボーイ アルティメット コレクション                                                                     | 2023年2月17日                              | Nintendo Switch PlayStation 4 PlayStation 5                                               | ININ Games         | Bliss Brain  | ゲームカード BD-ROM ダウンロード                                 | -                                              | メガドライブ、 マスターシステム版の移植                             |

PCエンジン版『超英雄伝説ダイナスティックヒーロー』
- 1994年5月20日発売のPCエンジンSUPER CD-ROM2用ソフト。ハドソンからの発売。
- かぶと虫族の勇者ダイナスが森の精霊リリファを救い出すため、トカゲ族と戦うというストーリーに差し替えられている。
- 2007年11月6日にはWiiのバーチャルコンソールで配信開始されたが、現在は上記一覧表に記載した通り配信・販売を終了している。

PlayStation 2版『セガエイジス2500シリーズ Vol.29 モンスターワールド コンプリートコレクション』
- 2007年3月8日発売のPlayStation 2用ソフト。メガドライブ版（日本版・海外版）とSega Master System版を収録。

## スタッフ
メガドライブ版
- チーフ・プログラマー：栗原孝典
- プログラマー：清水芳久
- 音楽、効果音：坂本慎一
- デザイナー：盛岡三奈、栗原浩美、なかやまともこ、大空真紀
- ディレクター：平田豊、清水芳久
- スーパーバイザー：石塚路志人
- スペシャル・サンクス：渡辺勉、税所義仁、菊地幸太、西澤龍一

PCエンジン版
- プログラマー：山本耕司、赤澤正雪、MURA、古賀薫、戸次鑑連
- デザイナー：久富公志、岸田智則、ZERO島、永田竜也、国分政昭、林瑞代、嶽本あゆみ、池松誠、宮内敏成、梅田健志、山本純子、岡田寛、朱雀螢、尾上恭輔
- 音楽：SYN SOUND DESIGN
- キャラクター・デザイナー：家入赤福（レッド・カンパニー）
- ディレクター：家入赤福（レッド・カンパニー）、澤口岳志
- デザイン・ディレクター：野中和彦
- プロデューサー：木本旬、青山英治
- アシスタント・プロデューサー：三井啓介
- スペシャル・サンクス：
  - レッド・カンパニー：小林正樹、湯澤河童
  - ウエストン：西澤龍一、菊地幸太、税所義仁、渡辺勉

## 評価
メガドライブ版
ゲーム誌『ファミコン通信』の「クロスレビュー」では合計27点（満40点）、『メガドライブFAN』の読者投票による「ゲーム通信簿」での評価は以下の通りとなっており、21.76点（満30点）となっている。同雑誌1993年7月号特別付録の「メガドライブ&ゲームギア オールカタログ'93」では、「展開がスピーディで最後まで飽きさせない」と肯定的に評価された。
| 項目 | キャラクタ | 音楽 | 操作性 | 熱中度 | お買得度 | オリジナリティ | 総合  |
| 得点 | 4.07       | 3.44 | 3.66   | 3.66   | 3.64     | 3.29           | 21.76 |
PCエンジン版
ゲーム誌『ファミコン通信』の「クロスレビュー」では6・5・6・4の合計21点（満40点）、『電撃PCエンジン』では45・75・70・65の平均63.75点（満100点）、『PC Engine FAN』の読者投票による「ゲーム通信簿」での評価は以下の通りとなっており、20.2点（満30点）となっている。
| 項目 | キャラクタ | 音楽 | お買得度 | 操作性 | 熱中度 | オリジナリティ | 総合 |
| 得点 | 3.5        | 3.5  | 3.3      | 3.3    | 3.3    | 3.2            | 20.2 |